# Olividae
Famille
Les Olividae sont une famille de mollusques gastéropodes prosobranches de l'ordre des Neogastropoda, habitant les mers chaudes et tropicales.

## Description
Les Olividae possèdent une coquille polie, brillante, et allongée, de forme cylindrique ou cylindro-conique, enroulées en spirale, dont la spire est généralement très peu saillante.
L'animal possède un pied formé de deux lobes auriculés en avant, recouvrant une partie des flancs de la coquille.

## Utilisation
Ces coquilles fusiformes (principalement du genre Ancilla) furent utilisées en parure de coquillage dès la fin du néolithique, d'après les découvertes archéologiques faites dans la culture Seine-Oise-Marne.

## Liste des genres
Selon World Register of Marine Species (5 décembre 2018) :
- genre Agaronia Gray, 1839
- genre Americoliva Petuch, 2013
- genre Calyptoliva Kantor & Bouchet, 2007
- genre Cupidoliva Iredale, 1924
- genre Felicioliva Petuch & Berschauer, 2017
- genre Lamprodomina Marwick, 1931 †
- genre Miniaceoliva Petuch & Sargent, 1986
- genre Oliva Bruguière, 1789
- genre Olivancillaria d'Orbigny, 1841
- genre Olivella Swainson, 1831
- genre Omogymna Martens, 1897
- genre Recourtoliva Petuch & Berschauer, 2017
- genre Spirancilla H. E. Vokes, 1936 †
- genre Torqueoliva Landau, da Silva & Heitz, 2016 †
- genre Vullietoliva Petuch & Berschauer, 2017

Selon ITIS (18 juillet 2020) :
- genre Ancilla Lamarck, 1799
- genre Jaspidella Olsson, 1956
- genre Oliva Bruguiere, 1789
- genre Olivella Swainson, 1831

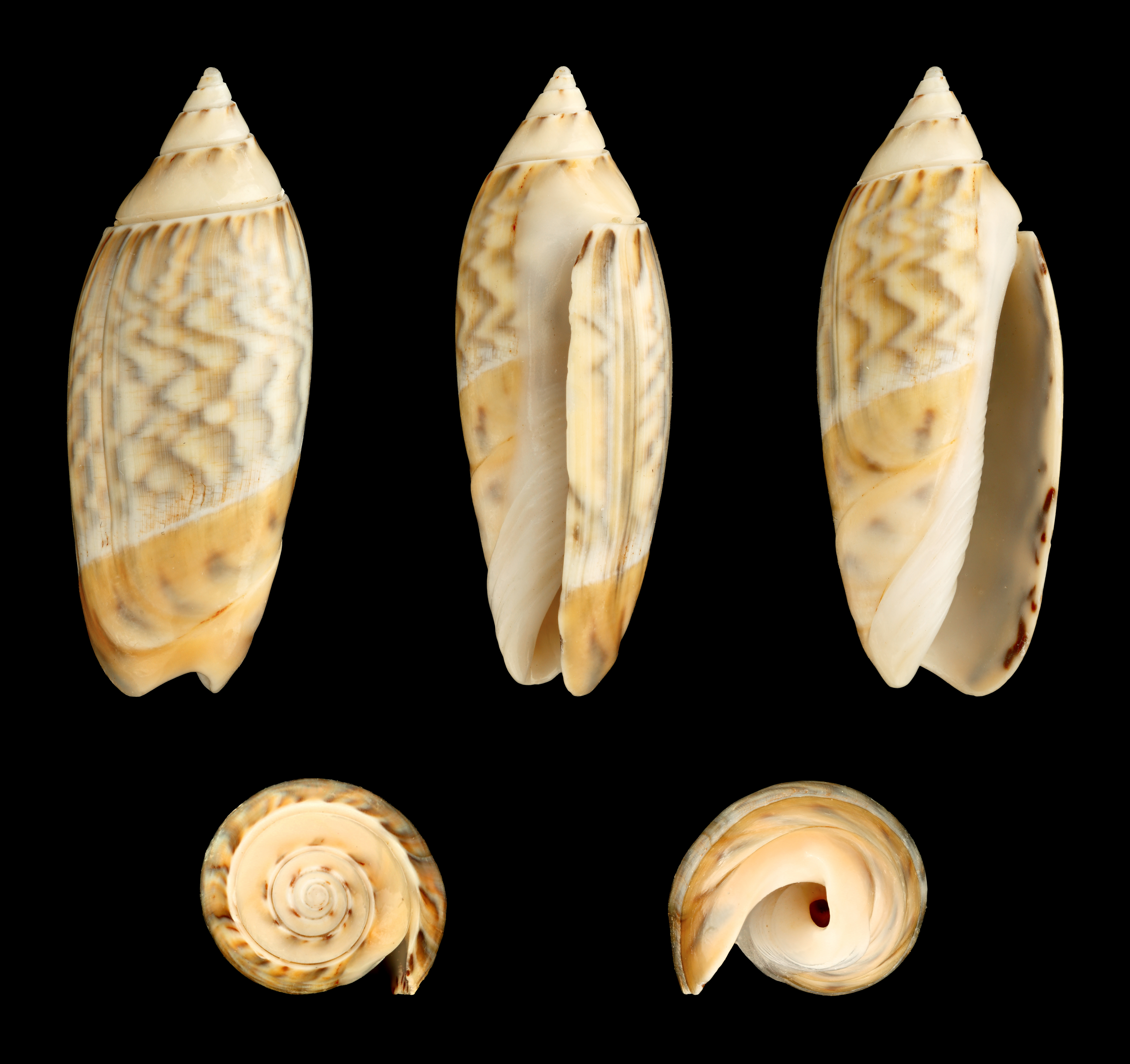
Agaronia nebulosa
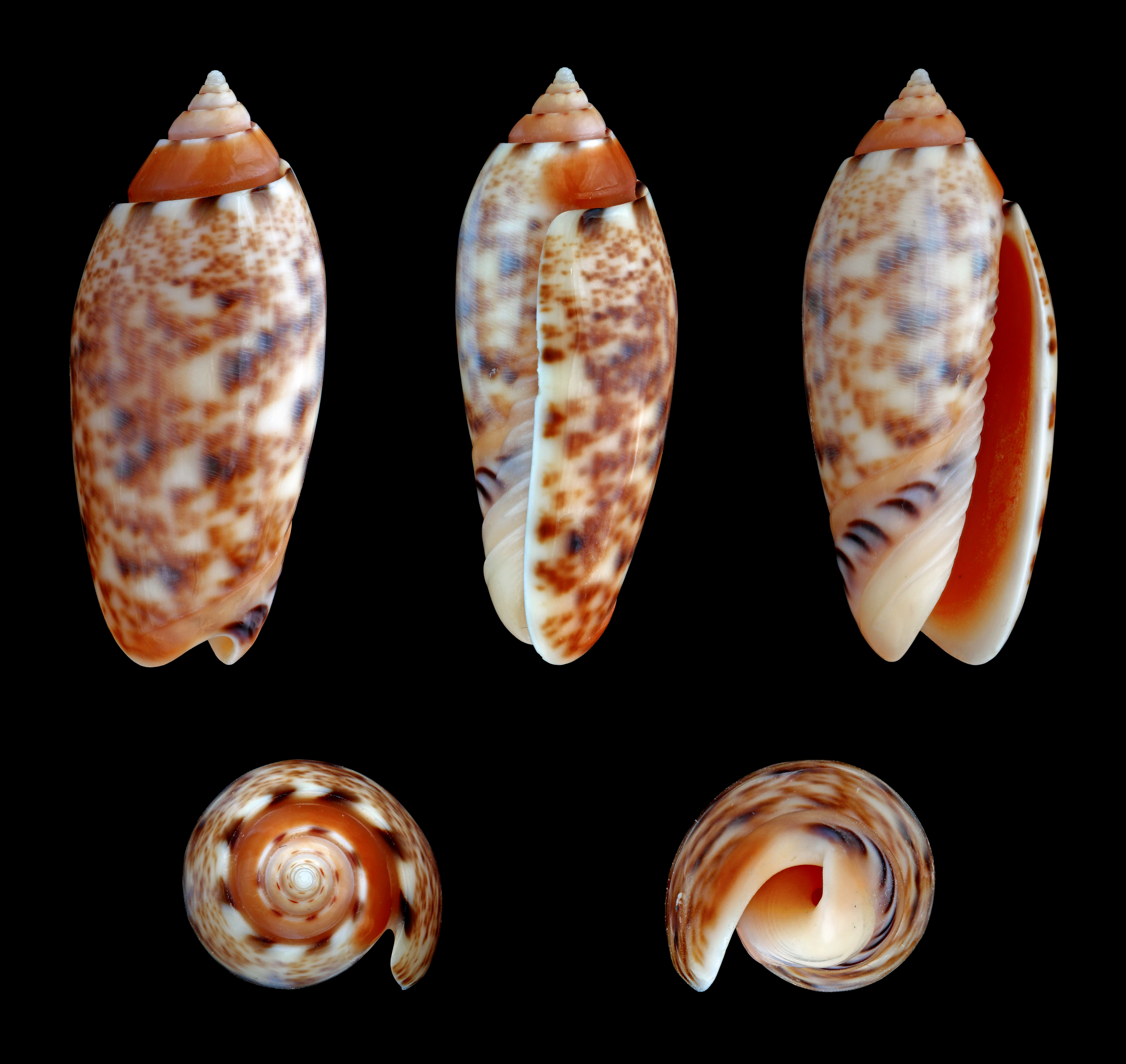
Oliva mantichora
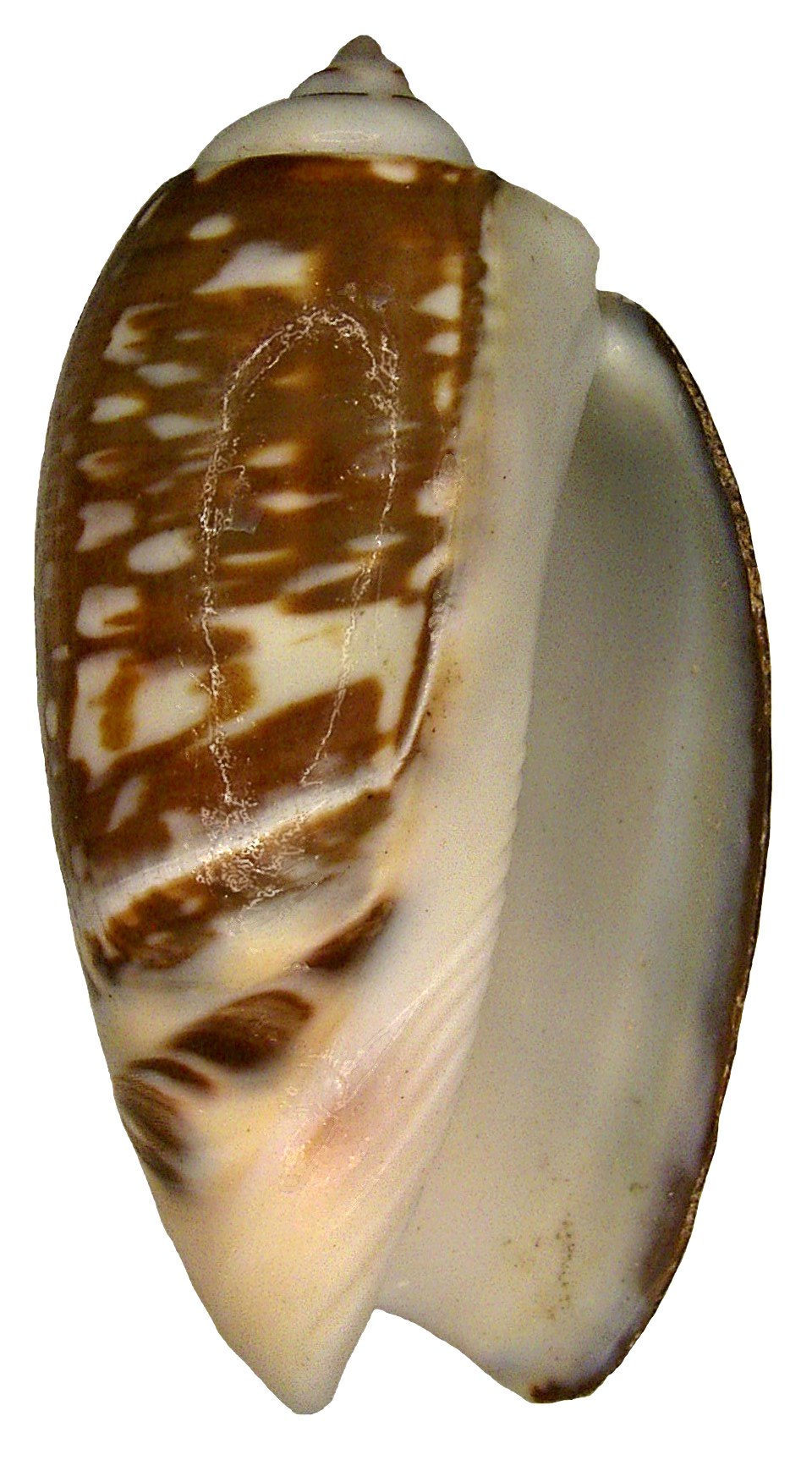
Olivanchillaria gibbosa
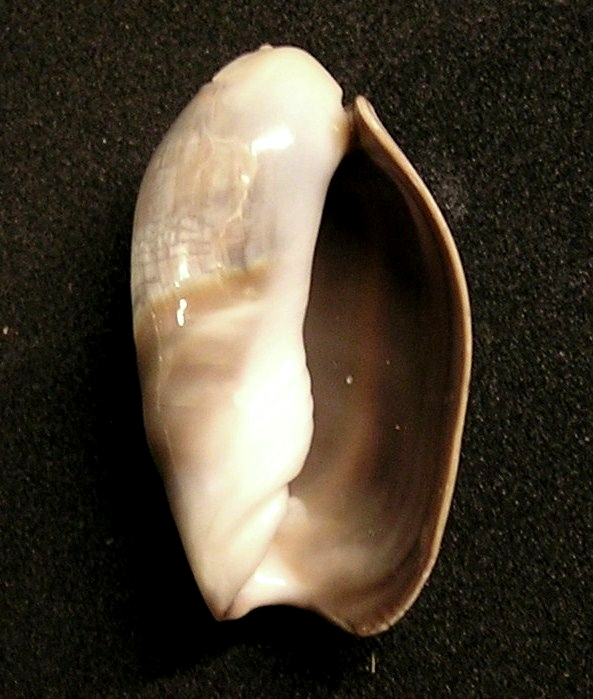
Olivancillaria vesica
Eburna lienardii, des eburna, des olividae. Origine Camocim au Brésil.
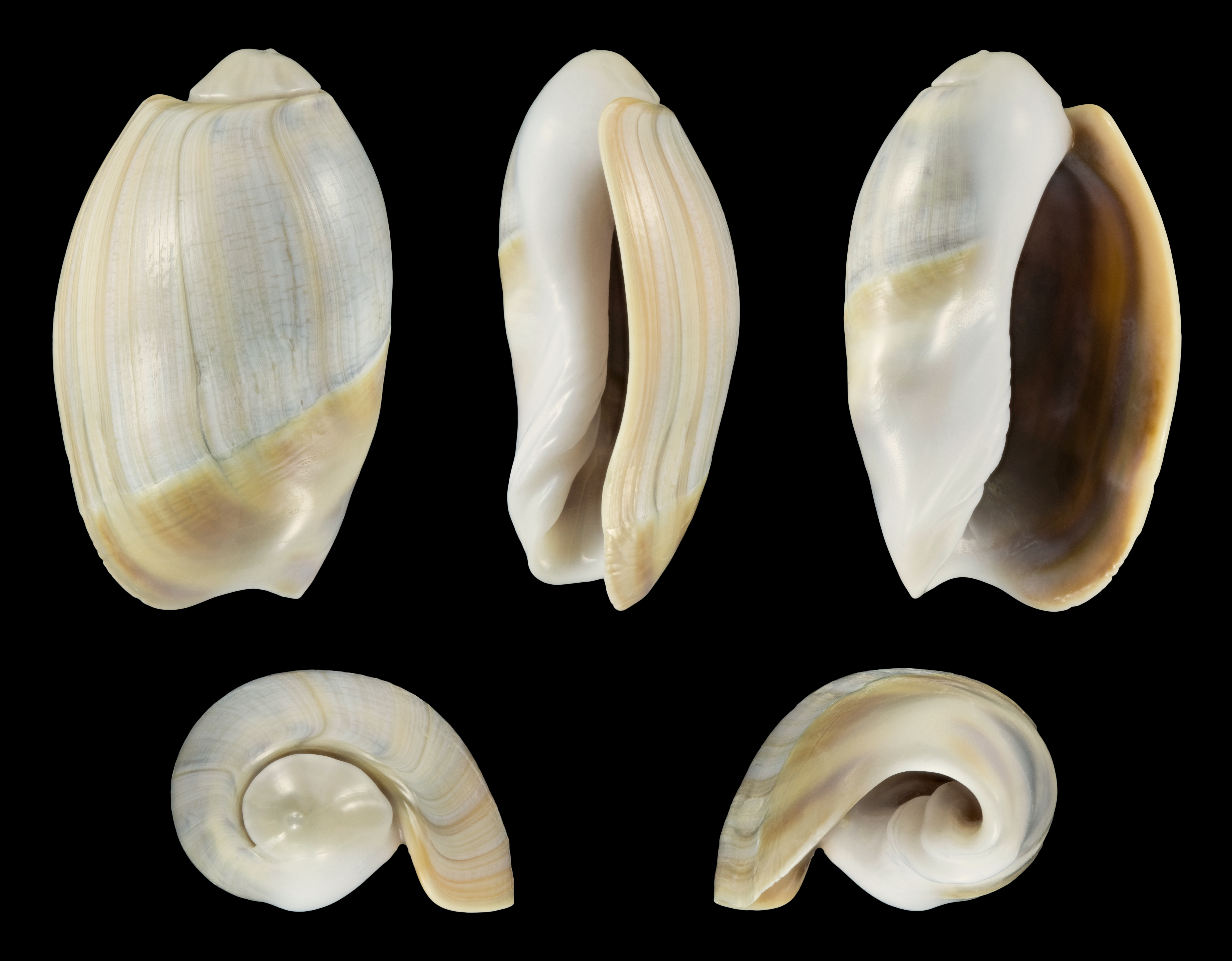
Olivancillaria vesica, des Olivancillaria, des Olivancillariinae, des Olividae. Ceux-ci viennent de Fortaleza au Brésil. Décembre 2022.